# La Ferrière (Szwajcaria)
La Ferrière – gmina (niem. Einwohnergemeinde) w północno-zachodniej Szwajcarii, w kantonie Berno, w regionie administracyjnym Berner Jura, w okręgu Berner Jura. 31 grudnia 2020 roku liczyła 530 mieszkańców. 

## Demografia
Według danych z 2000 r. 81,8% mieszkańców gminy była francuskojęzyczna, 16,6% niemieckojęzyczna, a 1% włoskojęzyczna. Na dzień 31 grudnia 2020 obcokrajowcy stanowili 8,5% ogółu mieszkańców.

## Transport
Przez teren gminy przebiegają drogi główne nr 18 oraz nr 30.